# Kaidan (film)
Pour les articles homonymes, voir Kwaïdan.
Pour le film de 1964, voir Kwaïdan (film, 1964).
Pour plus de détails, voir Fiche technique et Distribution.
Kaidan (怪談) est un film japonais réalisé par Hideo Nakata, sorti en 2007.

## Synopsis
Shinkichi, un jeune et très beau vendeur de tabac itinérant, et Oshiga, une professeure de chant plus âgée tombent amoureux, ce qui ne manque pas de faire scandale. Les étudiantes d'Oshiga sont sous le charme du jeune homme. Au cours d'une scène de jalousie, Oshiga se blesse à la paupière. La plaie s'infecte et défigure son visage puis la tue...

## Fiche technique
- Titre : Kaidan
- Titre original : 怪談
- Réalisation : Hideo Nakata
- Scénario : Satoko Okudera d'après le roman Shinkei Kasanegafuchi d'Enchō San'yūtei
- Musique : Kenji Kawai
- Photographie : Jun'ichirō Hayashi
- Production : Takashige Ichise
- Société de production : Avex Entertainment, Eisei Gekijo, Media Factory, Oz Company, TV Asahi et Yahoo Japan
- Société de distribution : Shōchiku et Xanadeux (Japon), Metropolitan Filmexport (France)
- Pays :  Japon
- Genre : Drame, horreur et fantastique
- Durée : 115 minutes
- Dates de sortie : 
  -  États-Unis : 4 août 2007
  -  France : 12 septembre 2007

## Distribution
- Kikunosuke Onoe : Shinkichi
- Hitomi Kuroki : Oshiga
- Mao Inoue : Ohisa
- Kumiko Asō : Orui
- Tae Kimura : Osono
- Asaka Seto : Oshizu
- Takaaki Enoki : Shinzaemon Fukami
- Leona Hirota : Okō

## Accueil
Vincent Malausa pour les Cahiers du cinéma évoque un film à la terreur rare et foudroyante.